# Giselbert de Luxembourg
Giselbert de Luxembourg, né vers 1007, mort le 14 août 1059, fut comte de Salm et de Longwy, puis comte à Luxembourg de 1047 à 1059. Il est fils de Frédéric de Luxembourg, comte en Moselgau, et peut-être d'Ermentrude de Gleiberg.
D'abord comte de Salm et de Longwy, il hérite à la mort de son frère Henri II du comté de Luxembourg, ainsi que des charges d'avoué des abbayes Saint-Maximin de Trêves et Saint-Willibrod d'Echternach. Il eut un différend avec l'archevêque de Trêves Poppon au sujet de l'abbaye Saint-Maximin, qui est réglé par l'arbitrage de son frère Adalbéron III, évêque de Metz.
En 1050, comme la population de la ville de Luxembourg a considérablement augmenté, il agrandit la ville en faisant reconstruire un nouveau mur d'enceinte.

## Union et postérité
D'une épouse inconnue, il a :
- Conrad Ier (1040 † 1086), comte à Luxembourg ;
- Hermann Ier († 1088), comte de Salm, tige de la Maison de Salm ;
- une fille, mariée à Thierry d'Amensleben ;
- une fille, mariée à Kuno, comte d'Oltingen ;
- Adalbéron († 1097 à Antioche), chanoine à Metz ;
- Jutta, mariée à Udo de Limbourg.

## Sources
Alfred Lefort, La Maison souveraine de Luxembourg, Reims, Imprimerie Lucien Monge, 1902, 262 p. [détail de l’édition].